# Live at the Budokan (album de Blur)
Pour les articles homonymes, voir Live at Budokan.
Live at the Budokan est un double album live de Blur, enregistré lors de la tournée pour The Great Escape au Nippon Budokan de Tokyo, le 8 novembre 1995. On trouve deux titres supplémentaires du concert au Nippon Budokan sur le single japonais It Could Be You (Charmless Man, joué avant Jubilee ; et Chemical World, joué avant Coping). Le seul titre manquant du concert est She's so high, remplacé sur l'album par la version jouée au NHK Hall (Tokyo) le 9 novembre 1995.
Cet album est sorti officiellement au Japon le 22 mai 1996.

## Liste des titres

### CD 1
1. The great escape – 1:37
2. Jubilee – 3:13
3. Popscene – 3:11
4. End of a century – 2:56
5. Tracy Jacks – 4:09
6. Mr. Robinson's quango – 5:02
7. To the end – 4:18
8. Fade away – 4:20
9. It could be you – 3:13
10. Stereotypes – 3:29
11. She's so high – 5:26
12. Girls & boys – 4:50
13. Advert – 3:28
14. Intermission – 1:39
15. Bank holiday – 1:51
16. For tomorrow – 6:26
17. Country house – 4:40
18. This is a low – 5:12
19. Supa shoppa – 3:23

### CD 2
1. Yuko and Hiro – 4:44
2. He thought of cars – 5:03
3. Coping – 3:23
4. Globe alone – 2:43
5. Parklife – 3:37
6. The universal – 5:11